# Milagro del alce

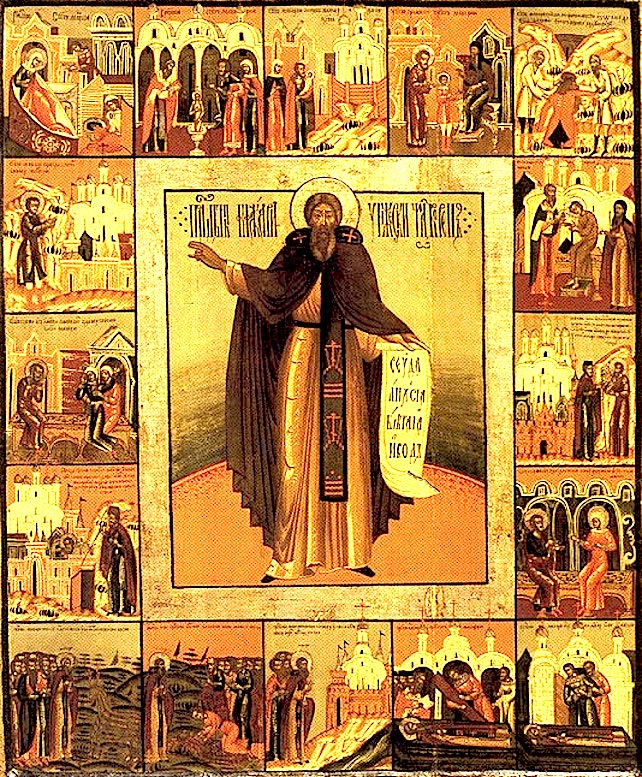
Representación del Milaro del alce, en las dos secciones inferiores de la izquierda del icono.

El Milagro del alce del venerable Macario (ruso: Чу́до преподо́бного Мака́рия У́нженского о лосе́) es un milagro asociado al nombre del venerable Macario de Unzha (1349-1444), un santo de la Iglesia Ortodoxa Rusa. Se cree que ocurrió en junio de 1439 en los bosques de lo que hoy es el distrito de Semiónov del óblast de Nizhni Nóvgorod.

## Relato del milagro en la vida del venerable Macario
Durante la invasión de Rusia por el Kan Ulugh Muhammad del kanato de Kazán en 1439, el Monasterio de la Santísima Trinidad de Zheltovodsky (Lago Amarillo) fue destruido. El venerable Macario (ruso: Макарий, Makari), el fundador del monasterio, fue hecho prisionero junto con algunos otros sobrevivientes. Después de reunirse con Macario, el kan quedó tan impresionado por la piedad del abad nonagenario y el amor a su prójimo, que lo liberó a él y a sus discípulos, con la condición de que abandonaran el sitio del Lago Amarillo.
Como el lago Zhóltoie («lago amarillo») (que se encontraba en la caída del río Kérzhenets al río Volga) estaba demasiado cerca de la ruta de invasión de los ejércitos del kanato de Kazán que invadían los principados rusos y viceversa, los supervivientes liberados decidieron trasladarse unos cientos de kilómetros al norte, a la rapidez de los bosques de Gálich, que se encuentran a lo largo del río Unzha en lo que hoy el óblast de Kostromá. Tomar la ruta fácil a lo largo del río Volga no sería algo seguro en este año de guerra; así que el santo y sus seguidores optaron por viajar a través de los densos bosques y pantanos de la cuenca del río Kérzhenets, la tierra que incluso hoy está casi desierta de gente.

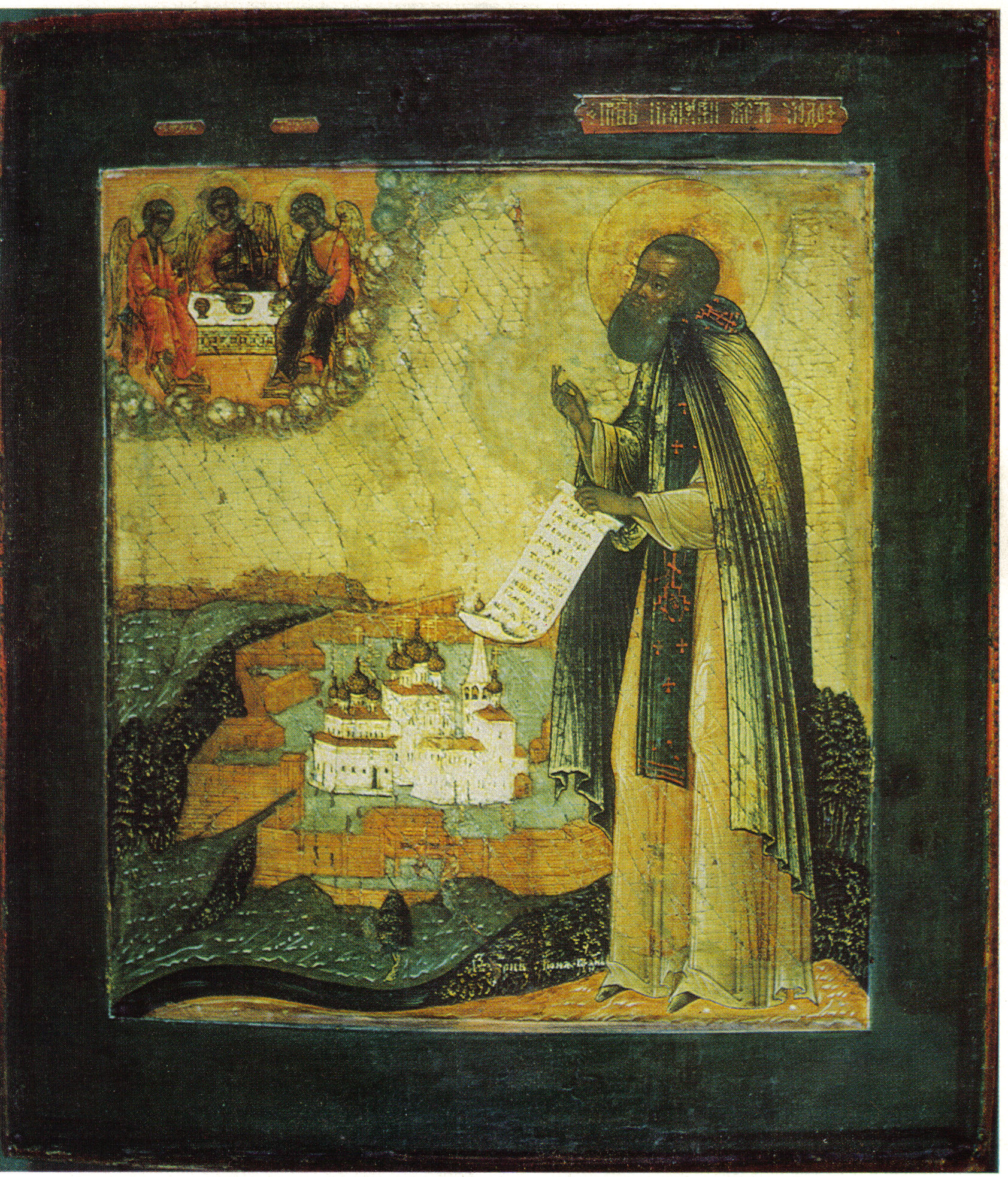
Icono de san Macario.

Después de unos días de viaje, los monjes se quedaron sin comida. De alguna manera lograron capturar un alce, —algunas fuentes posteriores dicen que el alce había sido atrapado «en un lugar estrecho», tal vez entre los árboles—. Los seguidores de Macario querían sacrificar y comer el animal, sin embargo, como era la época del ayuno de los Santos Apóstoles, el venerable Macario les prohibió hacerlo. En su lugar, les dijo que cortaran la oreja derecha del alce y que liberaran al animal. Les dijo que únicamente tenían que esperar tres días, hasta la fiesta de los santos Pedro y Pablo, y el alce sería suyo. «No se sientan agraviados», dijo Macario, «sino que rueguen al Señor. Aquel que alimentó al pueblo de Israel en el desierto con maná durante 40 años, también puede alimentaros en estos días de manera invisible. Tengan una fe fuerte en Aquel que alimentó a cinco mil personas, sin contar mujeres y niños, con cinco panes y dos peces!»
Durante los siguientes tres días de ayuno los viajeros caminaron sin cansancio. Nadie murió de hambre, nadie sintió hambre ni pensó en comida. En el día de los Santos Apóstoles Pedro y Pablo, el venerable Macario se alejó de sus compañeros y alabó al Señor, rogándole que su pueblo se alimentara como lo hizo el pueblo de Israel en el desierto o las cinco mil personas en los días de los Apóstoles. Cuando Macario regresó con sus hermanos, vieron al alce sin oreja derecha acercándose a ellos. Y esta vez, el animal no era salvaje: se comportaba como si fuera manso. Después de la cena de venado asado en la hoguera, los viajeros alabaron al Señor por su gran bondad. Macario dijo a sus compañeros que no se preocuparan más por la comida, sino que confiaran en Dios que les dará comida y todo lo que necesiten.
La Vida del venerable Macario no nos dice si todos los que salieron del Lago Amarillo con él llegaron vivos al río Unzha. Pero se dice que Dios los protegió del hambre y de las bestias salvajes durante su viaje, entregando alces, ciervos y otros animales de caza en sus manos.

## Conmemoración del milagro

### Liturgia
El Kontakion del Himno para la Fiesta del venerable Macario (25 de julio del calendario juliano) se refiere a este milagro cuando dice de Macario:

Te has revelado como el segundo Moisés, oh Venerable.
Porque él dividió el mar con una vara,
Has conquistado las pasiones como Amalek,
Y pasaste a través del desierto intransitable con una mente inquebrantable,
Y en ella realizaste grandes maravillas a través de tus oraciones.
Alimentasteis abundantemente a la gente hambrienta.

### Iconografía
El Milagro del alce, aparece en algunos de los iconos del venerable Macario, a veces como el tema principal del icono, a veces como uno de los episodios. También es el tema de uno de los nuevos frescos de la sección del refectorio de la catedral de la Ascensión del Monasterio de la Ascensión de Pechersky en Nizhni Nóvgorod.

### Skete de Olenevski
Los bosques del río Kerzhenets, donde supuestamente ocurrió el Milagro del alce, se convirtieron a finales del siglo XVII en una de las principales áreas de refugio de los Viejos Creyentes. Según su leyenda, la principal comunidad de los Viejos Creyentes de Kerzhenets, conocida como el Skete de Olenevski (en idioma ruso: Оленевский скит) había sido fundada poco después del Milagro del Alce por algunos de los monjes expulsados del Monasterio de Makariev, en el lugar donde el animal fue capturado por las oraciones de Macario. El nombre del alce viene del ruso: Олень (olen), que significa «ciervo», conmemorando así el milagro. Se dice que durante el Raskol, doscientos años después, los ermitaños del Skete rechazaron las reformas de Nikón, convirtiéndolo así en el centro de atracción de los refugiados de Viejos Creyentes de otras partes del país, quienes entonces fundaron otros numerosos sketches en la zona.

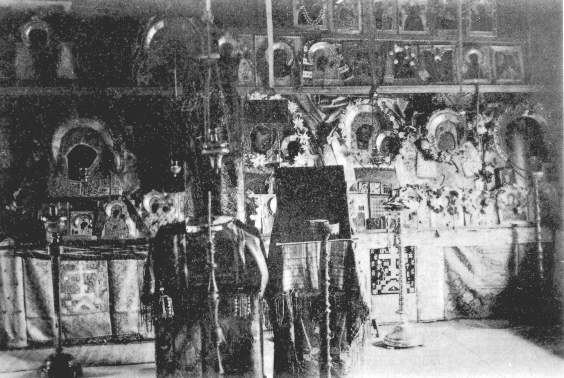
Oración en el Skete de Olenevsky, (fotografía de finales del).

El Skete de Olenevski fue uno de los centros de la llamada Beglopopovtsy «aquellos que aceptaron a los sacerdotes que huían», la escuela de los Viejos Creyentes que pensaron que, como no tenían obispos propios que pudieran ordenar sacerdotes, era propio que aceptaran sacerdotes que habían sido ordenados por la iglesia establecida pero que luego lo dejaron para los bosquejos de los Viejos Creyentes. Se informa que el Skete fue destruido en su mayor parte durante una de las campañas de supresión de los Viejos Creyentes en 1737, pero fue restaurado después de la «amnistía» de Catalina II de 1762. Se conocía como un Skete de mujeres, y se informó de que 49 monjas vivían allí en el momento de su cierre oficial en 1854, de acuerdo con la orden ejecutiva anti skete de Nicolás I de Rusia de 1853. De hecho, un número de monjas continuaron viviendo en el sitio mucho después de la disolución oficial.
El antiguo skete se conoce ahora como la aldea de Bolshoye Olenevo, y está situada a 24 km al sudeste de la ciudad de Semiónov (Nizhni Nóvgorod). Sigue siendo el lugar de peregrinación de los antiguos creyentes de la zona.